# Кодан (искусство)

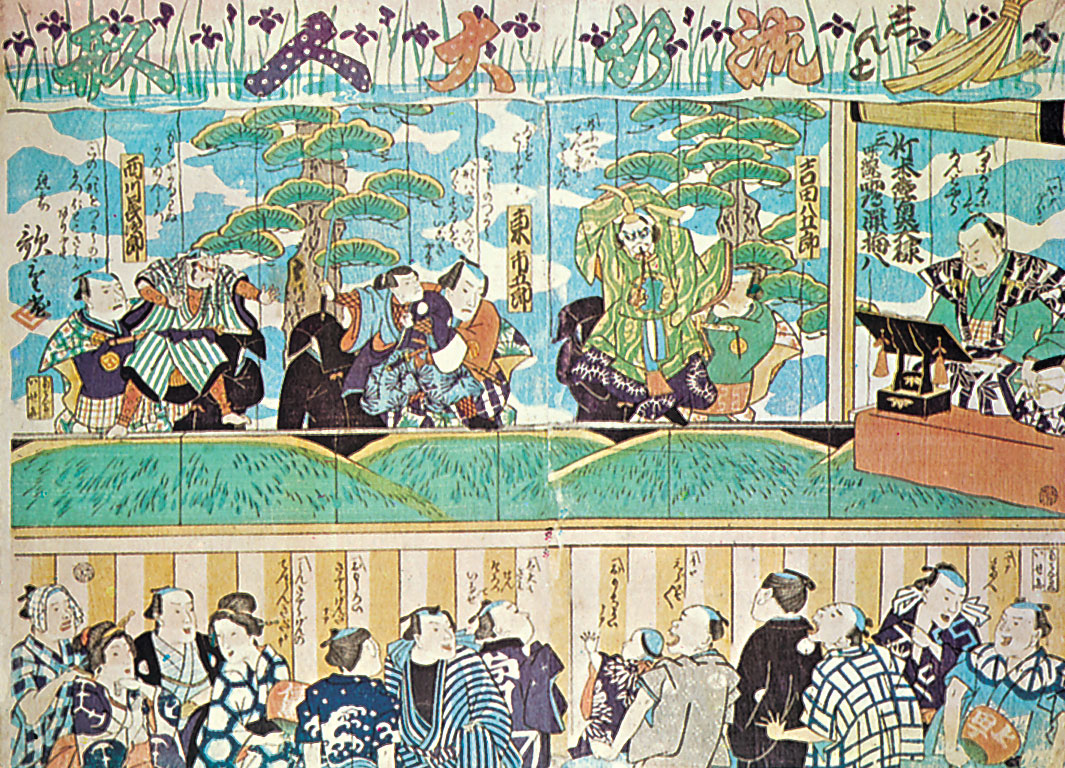
Представление традиционного японского кукольного театра бунраку. В правой части сцены расположился рассказчик-косяку. Можно видеть характерные элементы японского устного выступления: помост, низкий столик и сидячая поза.

Кодан (яп. 講談 ко:дан), дословно «справедливый» или «точный», ранее известный как косяку (яп. 講釈 ко:сяку) — традиционный японский жанр исполнительского искусства, представляющий собой устное повествование, преимущественно на исторические или нравоучительные темы. Кодан развился из устных рассказов на исторические и литературные темы, которые проводились для высокопоставленных вельмож в период Хэйан. Популярность кодана угасла в период Эдо. В 1974 году была предпринята попытка возродить искусство кодана, с целью сохранения культурного наследия. В современной Японии существуют четыре школы кодана и официальные ассоциации, объединяющие исполнителей. Основные среди них «Ассоциация кодана» и «Японская ассоциация кодана», однако, существуют и региональные — «Осакская ассоциация кодана». Но общее количество участников мало.

## Особенности исполнения
Стиль исполнения схож с представлением театра ракуго. Актёр сидит за столиком на небольшой платформе на сцене, держит в руках веер-харисэн, отбивает им ритм и зачитывает публике рассказы, в основном на историческую тематику, связанные с войнами или политическими событиями. В Осаке и Киото помимо веера могут использовать колотушку-хёсиги, представляющую собой два связанных верёвкой деревянных бруска, популярную у уличных актёров (например, камисибая).
Рассказчик, ведущий представление-кодан, называется коданся. Отсюда берёт своё название самое известное японское издательство «Коданся». В отличие от ракуго, где женщины-чтецы встречаются очень редко, и воспринимаются, как нарушение традиции, в ассоциациях кодана рассказчиков-женщин больше, чем мужчин. В «Ассоциации кодана» в период с 1988 по 2012 года не было ни одного ведущего исполнителя-мужчины.
Предметом кодан являются уже известные произведения литературы и исторические хроники. Однако рассказчик сопровождает их собственным комментарием. Для развлечения публики даются новые оценки произошедшего. Некоторые мастера кодана приобретали популярность именно за авторскую интерпретацию или манеру повествования. В чём-то данный аспект можно сравнить с публицистическим жанром. Именно таким образом приобрёл известность Баба Бунко, разорившийся самурай и чиновник с неудачной карьерой, который стал писателем и одним из самых известных коданся. В своих выступлениях он ярко комментировал приключения известных соотечественников из прошлого или посвящал их остросюжетным историям собственного сочинения.

## История

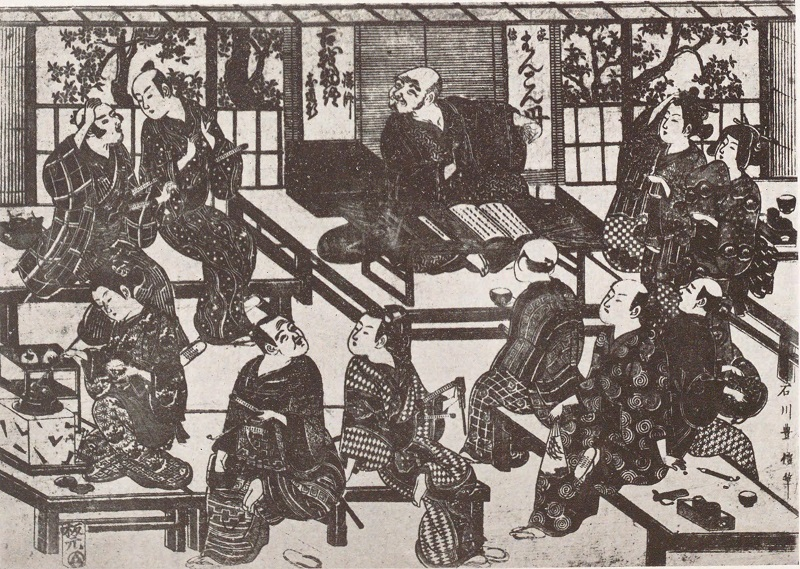
Выступление коданся Фукаи Сидокена, XVIII век

Считается, что начало искусству кодан положили отогисю — приближённые самураев в эпоху воюющих провинций (вторая половина XV — начало XVII вв.). Также прототип кодана как одного из жанров театра Ёсэ можно найти в жанре уличных выступлений в эпоху Эдо — цудзикосяку (яп. 辻講釈 цудзико:сяку, уличная лекция, лекция на дороге/перекрёстке). Это были рассказы об исторических событиях или пересказы эпосов, которые сопровождались комментариями рассказчика. Ритм повествования задавался боем деревянной колотушки.
С XVIII века представления стали проводить в зданиях, и начали называть косяку («обучающие/пояснительные лекции»). А в 1820-х годах косяку укрепился, как театральный жанр. Кодан развивался во взаимодействие с другими видами японского исполнительского искусства. Так некоторые популярные выступления превращали в постановки для театров Кабуки и Бунраку. Начиная с периода Мэйдзи лекции косяку стали называться кодан. В конце периода Мэйдзи получили распространение сборники выступлений известных коданся. Их публиковало издательство «Татикава Бунко». Кроме того коданы печатались в газетах и журналах. Однако с наступлением эпохи Сёва, популярность кодан стала окончательно угасать с появлением новых видов развлечения, в первую очередь кинематографа и телевидения. После Второй мировой войны и приказа Императорской ставки о запрещении пропаганды насилия и феодальной идеологии во время представлений, интерес к кодан ненадолго возрос. Однако с повсеместным распространением телевидения популярность кодан продолжила снижаться.
Несмотря на это, сегодня кодан поддерживается как вид традиционного искусства Японии, существуют школы и официальные ассоциации исполнителей. В Японии проводятся регулярные показы коданов при театрах. А также коданся представляют своё искусство на международных фестивалях.